# Four-tune!
four-tune!（フォーチューン）とは、マリン・エンタテインメントで2012年12月7日から2014年12月26日まで放送されていたインターネットラジオ番組。

## 概要
『four-tune!』の名のもとに運命的に集まった4人が、まだ自分も気づいていないそれぞれの新たな魅力をリスナーに届けるwebラジオ。
2012年11月2日、11月16日にプレ放送『どうも、マリン・エンタテインメントの新しい番組です（仮）』を配信。プレ放送内で、本放送のメインタイトル名『four-tune!』を発表した。上記のタイトルには、four（4人）・fortune（幸運）・tune（楽曲、音楽、同調、調和）の意味が込められており、総合して「4人の絆」を表している。
2012年12月7日から番組がスタート。女性声優4人（荒川美穂、長妻樹里、村川梨衣、小松未可子）が週替わりでパーソナリティを担当し、動画配信された。
2014年1月10日より番組がリニューアル。4人一緒でパーソナリティを担当し、月2回配信となった。

## 放送概要
| パーソナリティ（愛称）                                                         | 番組名                 | 配信日             | 初回           | 終了回         | 回数       | 配信形式 |
| ------------------------------------------------------------------------------ | ---------------------- | ------------------ | -------------- | -------------- | ---------- | -------- |
| 荒川美穂（みほぽん）                                                           | 荒川美穂のfour-tune!   | 毎月第1金曜日      | 2012年12月07日 | 2013年12月06日 | 52（各13） | 動画     |
| 長妻樹里（ワイフ）                                                             | 長妻樹里のfour-tune!   | 毎月第2金曜日      | 2012年12月14日 | 2013年12月13日 | 52（各13） | 動画     |
| 村川梨衣（りえしょん）                                                         | 村川梨衣のfour-tune!   | 毎月第3金曜日      | 2012年12月21日 | 2013年12月20日 | 52（各13） | 動画     |
| 小松未可子（みかこし）                                                         | 小松未可子のfour-tune! | 毎月第4金曜日      | 2012年12月28日 | 2013年12月27日 | 52（各13） | 動画     |
| リニューアル以降                                                               |                        |                    |                |                |            |          |
| 荒川美穂、長妻樹里、 村川梨衣、小松未可子 ※当番パーソナリティが 番組を司会進行 | four-tune!             | 毎月第1・第3金曜日 | 2014年01月10日 | 2014年12月26日 | 25         | 音声のみ |

## コーナー
オープニングfour-tune!
番組独自のラッキーテーマに沿って、各パーソナリティのおすすめを紹介するコーナー。
メール紹介
ふつおた・パーソナリティへの質問・番組の感想等、リスナーから送られてきたメールを紹介するコーナー。当ラジオでは、メールを「メール様」と呼称している。
four-tune!リサーチ（ミニコーナー）
募集した各パーソナリティのイメージアンケートに対し、リスナーが回答しそれを紹介するコーナー。
トライ オブ four-tune!
毎月の行事やイベントにちなんだチャレンジを各パーソナリティで競うコーナー。好成績を残したパーソナリティには、four-tune!ポイントが与えられ、5ポイント獲得するとご褒美が貰える。
four-tune!担当日誌
当番パーソナリティが担当した番組の感想を日誌に書き、番組末尾に読み上げるコーナー。日誌の内容は、配信日に公式サイトへ掲載される。

### リニューアル以前のコーナー

#### 共通のコーナー
本日のfour-tune!コレクション
パーソナリティのファッションをお披露目するコーナー。
four-tune!ダイアリー
パーソナリティ同士が交流を深めるために書き込んだ交換日記の内容を紹介するコーナー。

#### パーソナリティごとのコーナー

##### 荒川美穂のfour-tune!
ご当地スタンプラリー（ミニコーナー）
47都道府県の名物や名所など、ご当地の情報をリスナーから募集して、荒川が一言コメントを返すコーナー。紹介した都道府県の地図上には印を付けていき、全国制覇を目指す。
ミホフェッショナル 〜資格の流儀〜
荒川の能力を開花させ、様々な資格取得に向けたチャレンジを行うコーナー。
フラワーfour-tune!（エンディングコーナー）
カードを引いて、そこに書かれている花言葉を元に、人生が花開くアドバイスの一言をリスナーに送るコーナー。

##### 長妻樹里のfour-tune!
樹里アス・シーザー 長妻樹里の明日はどっちだ いざ、賽は投げられた（ミニコーナー）
サイコロを振って、出た目のマスに書かれている「指示」という名の無茶振りを長妻が実践していくコーナー。
ロード・トゥ・ウェディング　〜樹里の花嫁修業〜
「ワイフ」の愛称を持つ長妻が、世界一の奥さんになる為に、様々なチャレンジを行うコーナー。
樹里のキャラ弁（エンディングコーナー）
栄養満点の愛妻弁当のようなメッセージを、いろんなキャラでリスナーに送るコーナー。

##### 村川梨衣のfour-tune!
りえしょんホロスコープ（ミニコーナー）
残念な占いエピソードを持つリスナーに対し、星座好きの村川が、リスナーがラッキーになれる新しい星座を授けるコーナー。
豪快可憐!お梨衣無双
某歴史ゲームの豪快かつ可憐に戦う「お市の方」をこよなく愛する村川が、お市のような戦う女性「お梨衣の方」となって繰り広げる大河ドラマ的シミュレーションコーナー。
歴史を動かすりえしょん名言（エンディングコーナー）
歴史上の名言の後ろの部分を、村川なりにアレンジして新たな名言を生み出すコーナー。

##### 小松未可子のfour-tune!
みかこ趣味れーしょん
リスナーからオススメの趣味を募集し、それに関するワードをピックアップして小松なりに意味を予想してそのワードを手探りで使ってみるコーナー。
みかこの学校 〜スクールオブみかこ〜
小松が学級委員長になって、普通の学校とはひと味違ういろんな授業を体験していくコーナー。
猫の手も借りたい（エンディングコーナー）
four-tune!のスタジオにいつの間にか住み着いた仔猫のぬいぐるみ（漱石ちゃん）と一緒に、小松がリスナーの相談を聞いていくコーナー。

## 関連商品
four-tune! DVD すてっぷ わんっ!
- 撮り下ろしロケ映像を収録
- 2013年9月25日発売

## 公開イベント
2013年 アニメイト夏のAVまつりPresents!「four-tune!」公開ラジオ
- 2013年10月20日 - 科学技術館サイエンスホール
- 出演: 荒川美穂、長妻樹里、村川梨衣、小松未可子